# Okanagan Falls
Okanagan Falls (auch OK Falls genannt) ist eine gemeindefreie Siedlung (unincorporated community) in der kanadischen Provinz British Columbia. Sie liegt am Südufer des Skaha Lake.

## Geschichte
Die Siedlung wurde 1893 als Dogtown gegründet. Der heutige Name leitet sich von einer kleinen Gruppe von Wasserfällen ab, die am Okanagan River, dem Abfluss des Skaha Lake lagen. Die Fälle sind teilweise durch den See überflutet worden, als ein Staudamm im Fluss errichtet wurde.
Okanagan Falls bekundete 2012 Interesse an einer Eingemeindung als Gebietskörperschaft (municipality), und im Dezember 2020 gab der Regional District of Okanagan-Similkameen eine Studie über die Eingemeindung in Auftrag.

## Geologische Besonderheiten

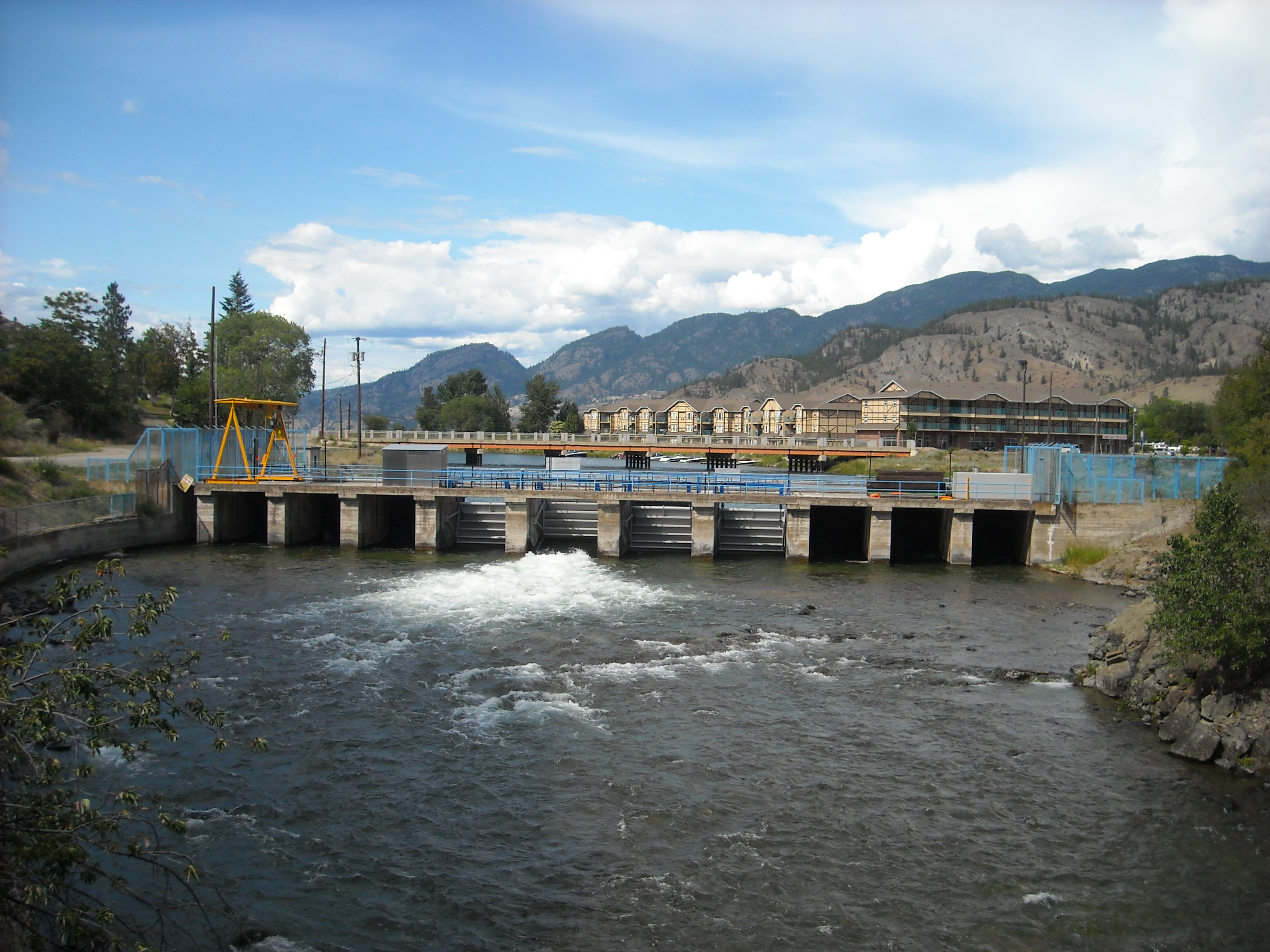
Die namensgebenden Okanagan Falls waren lange Zeit durch den Skaha Lake überflutet, welcher infolge des Baus dieses schmalen Dammes anstieg. Der Damm liegt genau südlich der Brücke des Highway 97 und ist essentieller Bestandteil der Wasserregulierungen und des Hochwasserschutzes in der Region.

Angeschmiegt an den Beginn eines gigantischen Überlaufkanals, der als Ablauf des eiszeitlichen Lake Penticton fungierte, und der durch den Mount McLellan im Westen und dem Peach Cliff im Osten eingeschränkt wurde, bietet Okanagan Falls eine Menge verschiedener geologischer Besonderheiten.:92

### Peach Cliff
Das Peach Cliff ist ein dominanter Landschaftsbestandteil im Osten von Okanagan Falls. Es besteht aus eozänischem Trachyt und ist der Lebensraum einiger Herden von Maultierhirschen und einer beachtlichen Herde von Dickhornschafen. Hoch auf einer Felskante findet sich der Balancing Rock, ein großer Findling, der von ein paar granitischen Rundsteinen gestützt wird.:96

### Indian Head
Südwestlich von Okanagan Falls finden sich die zerklüfteten Klippen von Indian Head, einer der ungewöhnlichsten Felsformationen im Okanagan Valley. Sie bestehen aus vulkanischen Felsen, die ein helleres Konglomerat überlagern. Diese Formation enthält spektakuläre große Brekzien, vulkanitische und intrusive Felsen von bis zu 70 m Durchmesser und metamorphe Felsen von bis zu 500 m Durchmesser.:90–91

### Mahoney Lake
Südlich von Okanagan Falls liegt der meromiktische Mahoney Lake, in dem es immer wieder zu spektakulären Blüten von Schwefelpurpurbakterien kommt. Deren Purpur steht in grellem Kontrast zum nahegelegenen Green Lake, welcher durch das darin gelöste Calciumcarbonat gefärbt wird.:105

## Tourismus
Das Dominion Radio Astrophysical Observatory (DRAO) ist eine 1960 gegründete Forschungsstation südwestlich von Okanagan Falls und Penticton.
Die Station beherbergt drei Instrumente und ein interferometrisches Radioteleskop, eine 26-m-Parabolantenne und ein Gerät zur Aufzeichnung des  solaren Strahlungsflusses. Ein ingenieurwissenschaftliches Labor ist gleichfalls vorhanden. Das DRAO wird vom Herzberg Institute of Astrophysics des National Research Council der kanadischen Regierung betrieben.
Das Observatorium wird als Meilenstein in der Erforschung der Elektrizität betrachtet, da es als Erstes radioastronomische Beobachtungen unter Verwendung der Very Long Baseline Interferometry anstellte. Für Touristen gibt es eine Audioführung während der Besichtigungszeiten.

## Schutzgebiete
Am Südüfer des Skaha Lake liegt der Christie Memorial Provincial Park, in der Nähe auch der Okanagan Falls Provincial Park.